# Neudeck (Plothen)
Neudeck ist eine Siedlung in der Gemeinde Plothen im Saale-Orla-Kreis in Thüringen.

## Geografie
Neudeck und Plothen liegen westlich der Bundesautobahn 9, die auch teilweise die Gemarkung beider Ortsteile tangiert. Die Ortsteile liegen auf einem bewaldeten und mit Seen oder Teichen durchsetzten Landschaft des Südostthüringer Schiefergebirges. Diese von Mönchen geprägte Hochebene liegt westlich in Richtung Dreba und Knau. Über die Landesstraße 1077 und die durch den Ort führende Landesstraße 2349 sind die Bundesautobahn und die Orte der Umgegend zu erreichen.

## Geschichte
Die urkundliche Ersterwähnung von Neudeck war 1527, die von Plothen schon am 13. Mai 1264.
Über Jahrhunderte trennte  der Plothenbach die Ortsteile (die eigentlich keine sind!) in Orlagau und Wisentaland.
Landwirtschaft, Waldwirtschaft, Fischwirtschaft und Tourismus prägten und prägen die Landschaft, Land und Leute.